# Educação 4.0

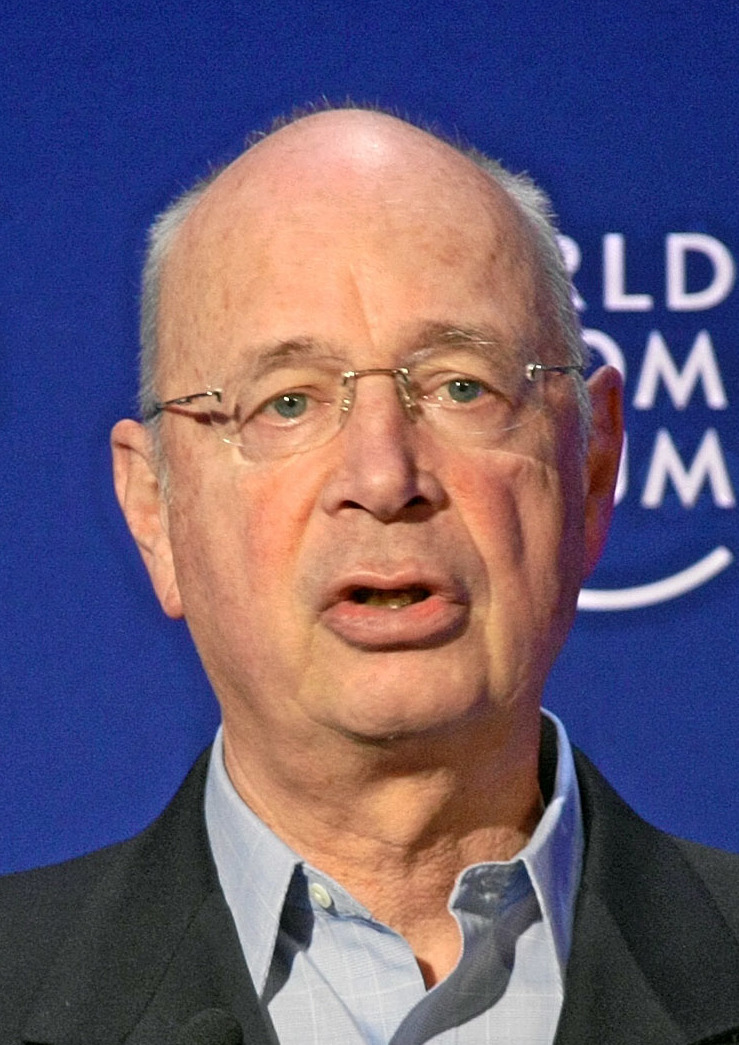
Klaus Schwab no Fórum econômico mundial 2008

Educação 4.0 designa uma abordagem educacional e um conjunto de estratégias desejáveis para atender as necessidades do mundo na chamada Quarta Revolução Industrial, com o desenvolvimento de novas metodologias e novos conhecimentos. Este termo foi cunhado por Klaus Schwab, criador do Fórum Econômico Mundial e autor do livro A Quarta Revolução Industrial (2016)  , na Feira Industrial de Hannover (Alemanha) em 2011, para descrever uma nova geração de avanços tecnológicos que estão se integrando para constituir a próxima onda de inovação, incluindo Internet das Coisas (IoT), Big Data, Robótica, Inteligência Artificial, impressão 3D, Medicina de Precisão, dentre outros. A quarta revolução industrial é, assim, uma fusão dos avanços em robótica, biologia sintética, realidade virtual, internet das coisas, rede inteligente, tecnologia da informação, processos digitais e outros novos sistemas.
Schwab afirma que as revoluções Industriais são históricas, no sentido em que, devido ao seu tamanho, velocidade e escopo, elas reformulam governos, instituições e sistemas de educação, entre muitas outras coisas. Na trilha de uma Indústria 4.0, esperam-se também inovações em várias áreas, tais como Trabalho 4.0, Vida 4.0, Cidade 4.0, Saúde Pública 4.0 e, naturalmente, Educação 4.0.
A Educação 4.0 inclui tecnologias ou técnicas na sala de aula, presencial, remota, híbrida ou EaD, e prepara os estudantes para trabalhar em diversos ambientes nas diversas áreas da Vida 4.0. 
O termo está ligado à revolução tecnológica que inclui linguagem computacional, inteligência artificial, Internet das coisas (IoT) e contempla o learning by doing que traduzindo para o português é aprender por meio da experimentação, projetos, vivências e mão na massa . 

## Modelo teórico-tecnológico
O modelo teórico-tecnológico da Educação 4.0 foi proposto no Brasil pelo professor doutor Cassiano Zeferino de Carvalho Neto, no livro Educação 4.0: princípios e práticas de inovação em gestão e docência (2017), e se sustenta em quatro pilares de referência: Modelo Sistêmico de Educação, Educação Científica e Tecnológica, Engenharia e Gestão do Conhecimento e Arquitetura de software. Este modelo  tem propiciado a concepção, a execução e a avaliação de planos estratégicos de inovação em escolas brasileiras da educação superior, tecnológica e básica. Ele foi apresentado e validado academicamente como parte de um programa de pós-doutorado, por meio de um convênio CAPES/ITA - projeto Inova ITA/Inovação na Educação em Engenharia, realizado no Instituto Tecnológico de Aeronáutica (ITA), vinculado ao Departamento de Ciência e Tecnologia Aeroespacial (DCTA) do Comando Militar da Aeronáutica (Ministério da Defesa do Brasil).
Desde então, a expressão Educação 4.0 vem emergindo e se tornando um chavão no meio educacional, sendo muitas vezes utilizada para designar abordagens bem distantes da proposta inicial. Dentre as revisões crítico-radicais do modelo proposto por Carvalho Neto, destacam-se os conceitos de tecnologia, mídia, informação e solução integrativa, além de uma revisão profunda a respeito do conceito de competência e sua aplicabilidade na educação. Faz-se necessário fugir de abordagens de senso comum a respeito da temática da Educação 4.0, para que não se corra o risco de empreender processos de inovação com elevados riscos de insucesso e, para tanto, é preciso buscar a fundamentação de base científica que deriva de pesquisas e desenvolvimento de soluções certificadas academicamente.

## Influências da Indústria 4.0
Pode-se dizer que a Educação 4.0 é afetada por aspectos desenvolvidos na indústria, ao longo de suas várias fases, ou revoluções, até a chegada no estágio chamado de 4.0. A primeira revolução industrial, ocorrida nos meados de 1765 e iniciada na Inglaterra, teve como marco a mecanização dos processos - ou seja, a invenção de máquinas para acelerar e substituir o trabalho humano. Em meados de 1870, inicia-se a segunda revolução industrial com o surgimento de novas formas de energia (eletricidade, petróleo, indústrias químicas e aço). A partir de 1969, na terceira revolução, avanços tecnológicos decorrentes da descoberta da energia nuclear fazem com que as máquinas passem a operar de forma automática, com a invenção de robôs e autômatos. A quarta revolução, também conhecida como Indústria 4.0, tem como principal característica a interconexão de todas as etapas da produção, baseada em um novo fenômeno tecnológico – a digitalização das informações e a utilização dos dados que aumentam a ;eficiência dos processos e afeta a dinâmica da sociedade. 

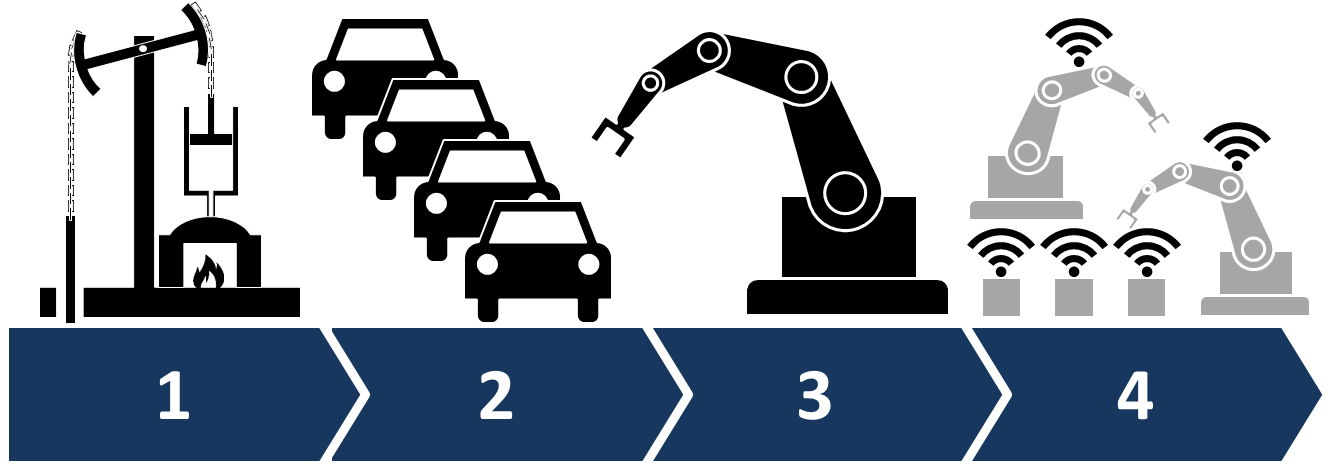
Fases da indústria

Ao falar em indústria 4.0 e habilidades necessárias, muitos estudos abordam Ciência e Tecnologia como equivalente a desenvolvimento tecnológico e/ou às chamadas Science, technology, engineering and mathematics (STEM), tradicionalmente tidas como disciplinas centrais para o desenvolvimento tecnológico.
Em 2018, o turco Tanriogen escreveu o artigo "The Possible Effects of 4th Industrial Revolution on Turkish Educational System" , em que evidencia as oito características descritas por Schwab para a Indústria 4.0 que interferem diretamente na Educação 4.0., listadas abaixo:
1. Sistemas cyber-físicos: interconexão mais profunda e extensa entre todos os subsistemas e objetos, tanto externos como internos, incluindo os seres humanos envolvidos, tais como fornecedores e clientes.
2. Integração vertical e horizontal: dramática redução da hierarquização e aumento da distribuição de processos, com todas as partes envolvidas tendo seu próprio endereço IP e interconectadas.
3. Internet das coisas. Na sequência do item anterior, máquinas, sistemas e seres humanos, conectados pelo protocolo da Internet poderão trocar informações digitais. Até mesmo produtos já em utilização poderão se comunicar com o fabricante e fornecer feedback.
4. Robôs autônomos. Os robôs já vêm gradualmente substituindo mão de obra humana desde 2004. Agora, vêm se tornando cada vez mais inteligentes, adaptáveis, comunicativos e interativos. No entanto, em vez de causar desemprego, espera-se uma cooperatividade crescente entre seres humanos e entidades com graus variados de autonomia e inteligência.
5. Big Data e analítica (Analytics). Como consequência de toda essa troca de informação, ocorre a geração de uma quantidade gigantesca de dados que precisam ser analisados, em busca de padrões ocultos, tendências de mercado e preferências de utilizadores, para que as empresas possam tomar decisões mais concretamente embasadas em dados.
6. Computação em nuvem. Essa quantidade enorme de dados implica em novas formas de armazenamento e processamento, sendo a nuvem a estratégia mais adotada no momento.
7. Realidade aumentada. A superposição de imagens geradas por computador à visão do utilizador do mundo concreto permitirá um acesso mais eficaz a instruções de operação, relatórios em tempo real, verificações de qualidade e direções de atuação em situações de emergência.
8. Cibersegurança. Com as informações vitais sobre transações, processos e pessoas armazenados externamente e acessados pela Internet e, portanto, sujeitos a ciberataques cada vez mais sofisticados, todas as etapas desse acesso têm de ser repensadas, em termos de hardware, software e, principalmente, de utilizadores humanos.

No entanto, como discutido por Tanriogen, citando estudo realizado pelo Conselho de Ensino Superior da Turquia, dentre as oito características acima da Indústria 4.0, apenas Realidade Aumentada, Armazenamento em nuvem e Big Data têm sido objeto de pesquisa adequada em Educação para a transposição para a Educação 4.0.
As mudanças nos modos de produção industrial demandam importantes modificações nos modos de formação profissional. Em consonância com o conceito de Indústria 4.0, fala-se em Educação 4.0 (TANRIOGEN, 2018; FISK, 2017) para se referir a estes novos modos de formação, os quais priorizam a experiência prática e a experimentação, assim como a realização de projetos que permitam que os estudantes coloquem a mão na massa, em consonância com a Cultura “Maker”. Além disso, há uma valorização da criatividade, da interdisciplinaridade, da utilização de ferramentas tecnológicas na sala de aula, de metodologias ativas e da criação de ambientes didáticos inovadores.

## Plataformas digitais para aprendizado
Na segunda década do século XXI, a sociedade altamente digital e hiperconectada utiliza diversas ferramentas digitais, migrando do ambiente presencial para o ambiente online.

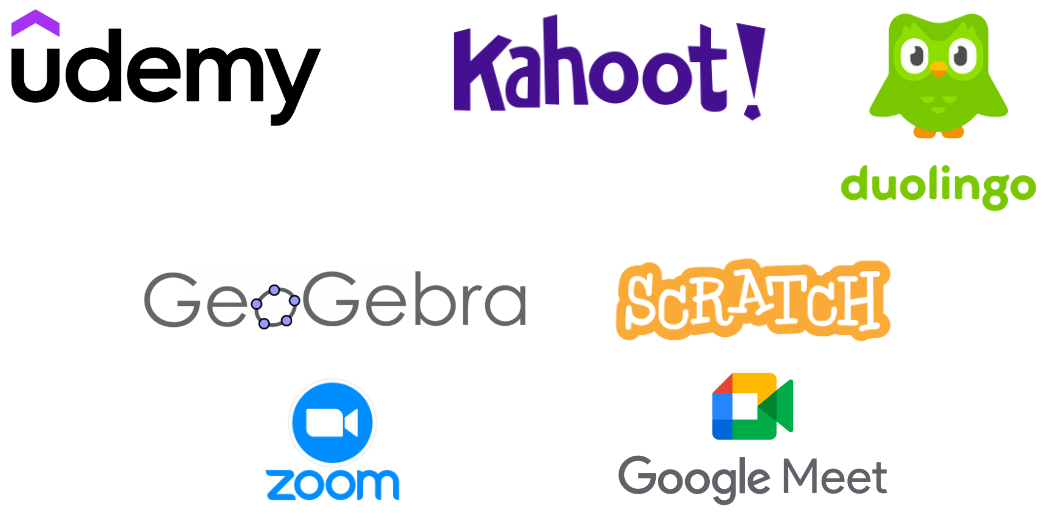
Logos de plataformas online utilizadas para o aprendizado

Novos meios de comunicação passam a fazer parte do meio escolar e novos recursos são criados para atrair a os estudantes e mantê-los ativos em seus estudos, por meio de plataformas digitais e soluções como a gamificação. Diferentes plataformas online disponibilizam meios de aprendizado que diferem dos convencionais encontrados em sala de aula, também conhecidas como e-learning. Elas podem variar entre plataformas, como Udemy; jogos educacionais, como Kahoot!; sites para aprendizagem de idioma, como Duolingo; software aplicativo, como o GeoGebra; linguagem de programação, como Scratch e serviços de comunicação por vídeo como Google meet e Zoom.
Apesar das vantagens encontradas no uso das plataformas digitais, ainda se deve ter em mente algumas das desvantagens geradas pelo seu uso, dentre elas a exclusão digital, que envolve indivíduos que não possuem acesso a certas ferramentas digitais ou possuem uma forma de acesso reduzido. A exclusão digital pode ocorrer devido à inexperiência, à falta de equipamento apropriado, aos fatores financeiros ou até mesmo aos fatores linguísticos.

## Tendências para a Educação 4.0
Além das características apontadas por Tanriogen, Peter Fisk, autor de "Education 4.0 the future of learning will be dramatically different, in school and throughout life" , ressalta a necessidade de mudanças para que se atinja, de fato, a Educação 4.0, sobretudo com respeito ao modelo de currículo que não deve ser engessado nem ter seu foco em estabelecer conteúdos específicos, mas sim, ser construído com base nos interesses dos alunos que agora tem a possibilidade de aprender fazendo, exercitando sua criatividade, bem como, capacidade de solucionar problemas. 
Neste sentido, Fisk acredita que uma das premissas da Educação 4.0 é que nós não precisamos aprender tudo, mas sim, saber como buscarmos as informações de que precisamos para então utilizá-las para determinado fim, sem que seja necessário antes ter passado por etapas desgastantes que apenas atrasam o processo. O autor aponta nove tendências que se destacam dentre as mudanças que irão ou devem ocorrer em futuro próximo no que se refere ao aprendizado. 
1. Tempo e local diversos. Trata da possibilidade de os alunos poderem aprender em momentos distintos e em lugares diversos de forma mais individualizada.
2. Aprendizado Personalizado. Esta tendência encontra a anterior no sentido de lidar com a particularidade oriunda de cada indivíduo.
3. Livre Escolha. Vislumbra-se a possibilidade de os alunos delinearem o caminho que os levará ao aprendizado, tornando possível modificar o processo do mesmo com ferramentas diversas.
4. Aprendizado Baseado em Projetos. Aprendem a aplicar suas habilidades às situações variadas.
5. Experiência em Campo. Os currículos abrirão espaço para habilidades que requerem muito mais conhecimento humano e interação entre os mesmos.
6. Interpretação de dados. A habilidade humana de interpretar dados se tornará parte muito importante dos currículos futuros.
7. Novas formas de avaliar. É preciso pensar que estas mudanças na Educação exigirão diferentes maneiras de avaliar o aprendizado dos alunos, de modo que apenas decorar determinado conteúdo para reproduzi-lo em uma prova, não é mais suficiente.
8. Participação dos alunos. Os estudantes se envolverão cada vez mais na formação de seus currículos.
9. Tutoria. O papel dos professores irá sofrer muitas modificações, pois os alunos estarão cada vez mais independentes, contudo, para que os mesmos possam obter sucesso, é necessário que exista orientação adequada.

Destas nove tendências, destaca-se a Tutoria, pois será agora cada vez mais necessário o incentivo à Formação de Professores, de modo que estes estejam preparados a exercer suas profissões alinhados às transformações que vêm ocorrendo na sociedade.  Com isto podemos ver a necessidade de adaptar o método de ensino para que ele seja mais atento aos diferentes contextos pedagógicos em que será aplicado.
Para Hussin, todas estas tendências colocam os alunos em destaque em relação aos professores que agora devem desempenhar um papel de apoio para contribuir com a transição sem considerar que tais mudanças representam ameaça a profissão docente. Para viabilizar a Educação 4.0, Hussin enfatiza que é necessário adotar metodologias que estimulem o aprender fazendo, a descoberta, o trabalho em equipe, primando pelo desenvolvimento de competências valorizadas no modelo de sociedade atual. Portanto, há a necessidade de cursos de formação superior estarem atentos a modificar também os currículos voltados à Formação inicial de professores, sobretudo em relação às metodologias de ensino que serão utilizadas por estes. Como exemplo, Hussin aponta que algumas mudanças já vêm sendo percebidas na Austrália, como a configuração da sala de aula que agora prima por espaços que permitam a colaboratividade entre os indivíduos e que facilitem a interação entre pares. A autora observa ainda que as tarefas dos alunos também estão menos passivas, contando mais com a participação dos mesmos. Educação 4.0 não é, portanto, apenas sobre incluir tecnologia em sala de aula, mas sim, trazer para o cotidiano dos estudantes o que eles precisam apreender desta que poderá ser essencial em suas vidas.

## Pesquisadores
Anealka Aziz Hussin (Índia) - Doutora em Educação, trabalha no Departamento de Inglês e Linguística da Universidade Tecnológica MARA (Universiti Teknologi MARA)  e pesquisa nas áreas de Análise Textual, Pesquisa de Corpus, Aprendizagem on-line, Gamificação, Linguística Aplicada .  Autora indiana do artigo "Education 4.0 Made Simple: Ideas For Teaching", do International Journal of Education & Literacy Studies , traduzido para o português como "Educação 4.0 Simplificada: Ideias para o ensino", do Jornal Internacional de Estudos de Educação e Alfabetização .
Cassiano Zeferino de Carvalho Neto (Santa Catarina, Brasil) - Pós-doutor pelo Instituto Tecnológico de Aeronáutica (CAPES/ITA, 2019) e pela Universidade Federal de Santa Catarina (UFSC, 2019), em concepção e execução do projeto 'Inova ITA - Inovação na Educação em Engenharia'. Doutor em Engenharia e Gestão do Conhecimento (PPGEGC/UFSC, 2011), Mestre em Educação Científica e Tecnológica (PPGECT/UFSC, 2006), Especialista em Qualidade na Educação Básica (INEAM/OEA/USA, 2004), Licenciado (PUC-SP) em Pedagogia (2004) e em Física (1982). Fundador do Instituto Galileo Galilei para a Educação (IGGE) (SP, 1997). Autor e coordenador geral e do Projeto Condigital (MEC/MCT/FNDE), autor acadêmico das Teorias da Educação 4.0, Educação 5.0 e Educação Avançada, incluindo a Teoria da Competência e Tecnologia, publicou12 livros que envolvem teorias educacionais, formação profissional continuada de gestores e docentes, ciberarquitetura (salas inteligentes) e processos de ensino e aprendizagem em Física e Ciências na Educação Básica.
Klaus Schwab (Ravensburg, 30 de março de 1938) - engenheiro e economista, professor na Universidade de Genebra, fundador e presidente executivo do Fórum Económico Mundial, cunhou o termo Indústria 4.0, de onde advém o modelo de Educação 4.0.
Peter Fisk - Físico nuclear, professor e diretor acadêmico do Programa de Liderança Executiva na IE Business School, proprietário da empresa de inovação GeniusWorks, líder de negócios global nas áreas da Liderança e Crescimento, Marketing e Inovação . É um autor, palestrante e CEO que colabora com lideres de negócios para reimaginar seus mercados.
Zeynep Meral Tanrıöğen (Denizli, Turquia) - Doutora em Educação, Professora e Diretora do Centro da Mulher na Universidade Pamukkale (Pamukkale Üniversitesi)  .